# Halictus nadigi
Halictus nadigi är en biart som beskrevs av Blüthgen 1934. Halictus nadigi ingår i släktet bandbin, och familjen vägbin. Inga underarter finns listade i Catalogue of Life.